# Nyaya sutra
Le Nyāya sūtra ou Nyāyasūtra est l'un des textes sanskrits importants de l'école de philosophie indienne āstika ou hindoue connue sous le nom de nyāya.
L'ouvrage se présente comme un traité théorique sur l'art de la dispute verbale entre les tenants de deux affirmations différentes.

Traitant de logique et de catégories, il a été composé par Akṣapāda Gautama dans le courant du Ve siècle de notre ère (les dates varient en fait entre 200 et 450). Ce texte se compose de cinq livres comportant chacun deux chapitres. Le Nyāya sūtra compte cinq cent trente-deux ou cinq cent vingt-huit  aphorismes (selon les commentateurs) (sūtra).